# Università di Karachi
L’Università di Karachi è un'università pubblica situata nella città pachistana di Karachi. 

## Storia
Fondata nel 1951, è diventata famosa per aver prodotto in assoluto il maggior numero di brevetti internazionali, riviste scientifiche e conferenze accademiche. Nel 2008, l'università è stata inserita nelle classifiche di THE-QS World University tra le prime 500 università in tutto il mondo.
Nel 1952 è stata inaugurata la biblioteca centrale dell'università, cui afferiscono 25 impiegati, 10 assistenti bibliotecari e circa 90 collaboratori esterni. Contiene anche la collezione libraria personale di Mohammad Ali Jinnah, il fondatore del Pakistan. Esiste un sistema di prestiti con altre realtà accademiche nell'area di Karachi. L'edificio comprende sei sale di lettura e altre sei sale per consentire invece la ricerca. Una versione digitale permette agli studenti di accedere a libri e giornali online.